# Cohen

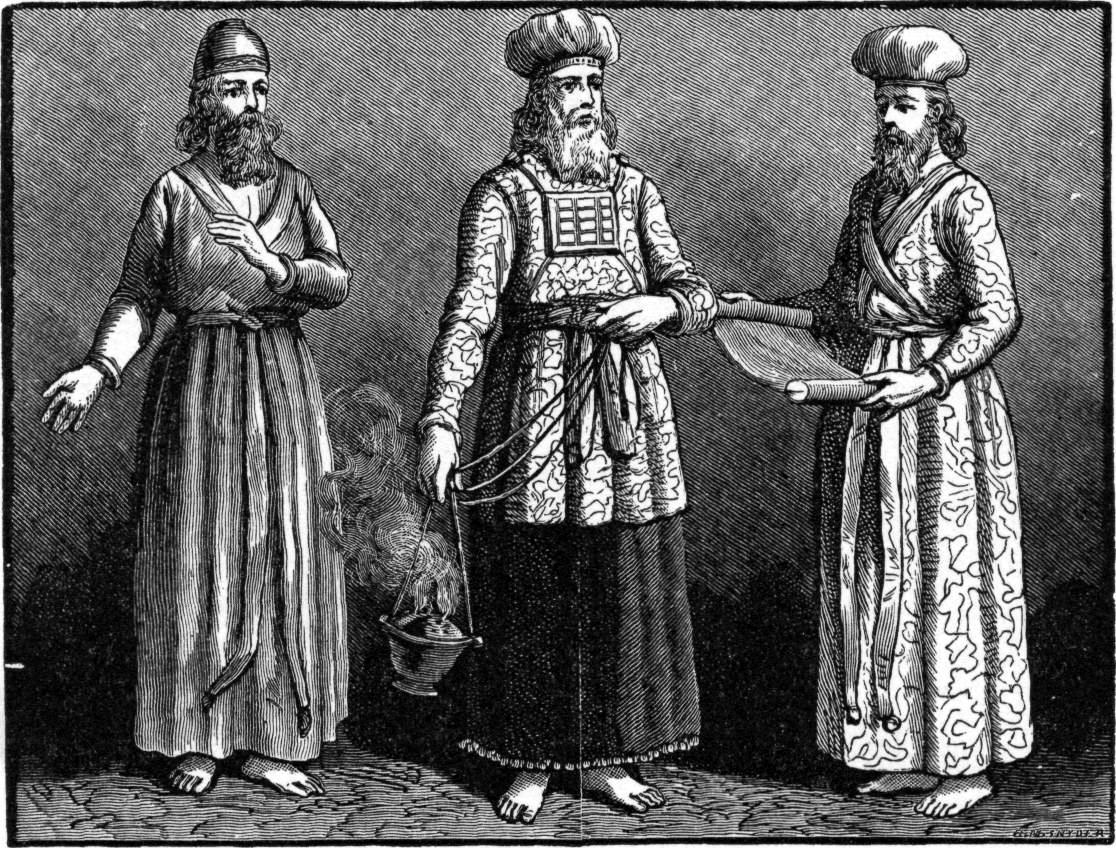
Los sacerdotes judíos del Tabernáculo. No hay que confundir la institución sacerdotal del Antiguo Israel, atribuida a los levitas y presidida por el Sumo Sacerdote de Israel, y la posterior institución de los rabinos.

Cohen o kohen (en hebreo: כֹּהֵן‎, lit. 'sacerdote'  pl. כּהנִים, «kohanim» o «cohanim») es la palabra en hebreo para referirse a los «sacerdotes», quienes tienen un estatus especial en el judaísmo. Un kohen es un descendiente varón directo de Aarón quien, según la Biblia, fue hermano de Moisés, por lo que son también llamados aaronitas o aaronidas. Tradicionalmente se cree y halájicamente se requiere que sean descendientes patrilineales directos de Aarón, y por lo tanto pertenecen a la Tribu de Leví. La palabra ya existía para referirse a los sacerdotes de la religión cananea tradicional de la región, como aparece mencionada en el sarcófago de Tabnit.
Durante la existencia del templo de Jerusalén (y, antes de ello, de la del Tabernáculo), los kohanim (sacerdotes) tenían bajo su cargo tareas específicas para los ofertorios cotidianos y las festividades de sacrificio, siendo ellos los únicos autorizados a hacerlos. El Kohen Gadol (Sumo Sacerdote) desempeñaba un papel especial durante el servicio del Yom Kippur. Tras la destrucción del Templo, parece que la mayoría de ellos se unieron al movimiento judío sinagogal antes de adoptar gradualmente el judaísmo rabínico o el cristianismo. En la actualidad, los kohanim conservan un estatus menor aunque diferenciado dentro del judaísmo rabínico y caraíta, que incluye ciertos honores y restricciones, existiendo leyes específicas para ellos, sobre todo en el judaísmo ortodoxo y, en menor grado, en las comunidades judías conservadoras.
Por lo general, los Kohanim, al igual que los Levitas, están en un nivel más alto de Kedushá que un «rabino normal», aparte del caso en el que también se les considera Rabbanim.
En la comunidad samaritana, los kohanim siguen siendo los principales líderes religiosos. A los líderes religiosos judíos etíopes (o Beta Israel) a veces se les llama kahen, una forma de la misma palabra, pero el cargo no es hereditario y sus deberes se parecen más a los de los rabinos que a los de kohanim en la mayoría de las comunidades judías.

## Orígenes bíblicos
Según la tradición el estatus de «kohen» se lo confirió directamente Dios por vez primera a Aarón, el hermano de Moisés, y a sus descendientes directos varones como un «oficio eterno». Durante los 40 años que duró la peregrinación israelita y hasta que se construyó el Templo Sagrado, los cohanim llevaron a cabo su servicio en el Santuario. Entre sus tareas figuraban los sacrificios de las festividades judías, conocidas colectivamente con el nombre de korbanot en hebreo, y la bendición de los asistentes a la ceremonia Nesiat Kapayim («de la elevación de las manos»), es decir, la ceremonia de la bendición sacerdotal. 
Cuando se construyeron el Primero y el Segundo Templo, los cohanim asumieron esos mismos roles en estas estructuras permanentes, localizadas en el Monte del Templo en Jerusalén, Israel. Se dividieron en 24 grupos de trabajo, con siete a nueve sacerdotes cada uno. Aquellos sacerdotes que ofrecían servicio, cambiaban cada Shabbat, pero en las festividades bíblicas los 24 sacerdotes estaban presentes en el templo.
Como Aarón era miembro de la tribu de Leví, todos los sacerdotes son levitas, pues la pertenencia a la tribu se transmite por vía paterna. Sin embargo, no todos los levitas son sacerdotes. La mayor parte del servicio del templo (es decir, los korbanot) podían hacerlo únicamente los cohanim. Los levitas que no son cohanim (es decir, aquellos que descienden de Leví, el hijo de Jacob, pero no de Aarón) desempeñan muchos otros papeles en el templo, sobre todo en  lo relacionado con la música y los cantos (Salmos) para acompañar las ceremonias del templo, pero también muchas otras labores, incluso la de montar guardia en el templo y en el Monte del Templo, la construcción, el mantenimiento y la colaboración con los cohanim, lavándoles las manos y los pies antes del inicio del servicio. Durante la era del santuario, los levitas trabajaban atendiendo y transportando el santuario de uno a otro de sus destinos.

## Las mujeres y el sacerdocio
Las mujeres no podían, ni podrían (si hubiera templo en la actualidad), ejercer el servicio en el santuario. Se les permitía recibir alguno de los 24 regalos sagrados que se les daban a los kohanim. Si la hija de un sacerdote se casaba con un hombre no perteneciente al linaje de los kohanim, nunca más se le permitiría consumir esos sagrados regalos. Por el contrario, si la hija de un hombre no sacerdote se casaba con un kohen, se le atribuirían los mismos derechos que la hija no casada de un kohen.

## Loskohanimen la actualidad
Hoy en día, el estatus de un sacerdote (kohen) puede asumirlo cualquiera cuya familia tenga esa tradición. Hasta el siglo XVIII en Europa (siglo XIX en Yemen) muchos kohanim podían rastrear con precisión sus orígenes hasta un kohen sagrado como Esdras. Hoy en día, las familias pueden verificar su linaje sacerdotal a través de las lápidas sepulcrales de sus ancestros ya fallecidos, pues el símbolo universal de las manos en la postura de la bendición sacerdotal (las mano con las palmas viendo hacia el frente, los cinco dedos extendidos, uniendo, en cada mano, el dedo índice al dedo medio, dejando una amplia separación entre el dedo medio y el dedo anular, uniendo el dedo anular al dedo meñique y separando, también, el dedo pulgar de los otros cuatro), formando así la letra del alfabeto hebreo "shin" y es una imagen grabada que ha representado, desde hace muchas generaciones, un símbolo característico de las tumbas de los kohanim. El solo hecho de llevar el apellido "Cohen" (o algún otro apellido similar: por ejemplo Cohn, Kogan, Kagan, etc., que son tan sólo cuatro de los muchos modos en que se ha transformado este apellido con el paso del tiempo y las generaciones), o incluso "Kahanowitz" ("hijo de Cohen"), no es suficiente prueba de un vínculo familiar con el sacerdocio judío, pues la emigración, la asimilación y los matrimonios entre judíos y no judíos le han conferido este apellido a judíos que no tienen relación alguna con la actividad sacerdotal (o incluso a quienes no tienen parentesco alguno con la comunidad judía).

## El genkoheny el cromosoma Y
Recientemente, la tradición de que los sacerdotes (kohanim) descienden de un ancestro común pudo demostrarse a través de una prueba genética de laboratorio (Skorecki et al., 1997).[cita requerida] Ya que todos los descendientes varones comparten un cromosoma Y, la prueba se llevó a cabo en todos los sectores de la población judía internacional para verificar si había algo en común entre los cromosomas Y de todos los varones. Se encontraron algunas diferencias entre los cromosomas Y de los kohanim, pero la mayoría pertenecía al linaje J-P58, lo que significa que muchos de los sacerdotes sí tienen un ancestro común. Esta información también se utilizó (quizá de manera un poco prematura) para confirmar la afirmación de los Lemba (una tribu subsahariana) de que ellos son, en verdad, una tribu de judíos.[cita requerida]

## Cohen como apellido
El estatus de kohen en el judaísmo no está relacionado necesariamente con el apellido de una persona. Si bien es cierto que los descendientes de los sacerdotes (de los kohanim) suelen llevar apellidos que reflejan su genealogía, hay muchas familias, como ya se mencionó, con el apellido Kohen (o con alguna de sus muchas variantes) que no tienen vínculo alguno con un kohen o que no son siquiera judíos. Por el contrario, hay muchos kohenim que no llevan el apellido Kohen.